# Ostrówek (Opole)
Ostrówek (niem. Ostrowek) – część miasta Opole położona na północnym cyplu wyspy Pasieki, ujęta ramionami szerszej Odry od zachodu i węższej Młynówki od wschodu. Również nazwa znajdującej się tam ulicy.

## Etymologia
Nazwa topograficzna pochodząca od staropolskiego ostrówek 'mały ostrów', tj. wyspa, kępa na rzece. Za taką etymologią Ostrówka opowiadał się już Franz Idzikowski. W indeksie nazw miejscowych jako przedmieście Opola występuje od 1818 r., wymieniony przez Christiana Moritza Herschela jako Ostrowek. Potwierdził to w 1830 r. Johann Georg Knie. Według słownika etymologicznego nazw Śląska ostrówek oznacza również 'gaj, zarośla nad brzegami rzek'.

## Historia
We wczesnym średniowieczu Ostrówek stanowił miejsce dogodnej przeprawy przez oba ramiona Odry. Odgrywał wówczas rolę podgrodzia dla obronnego grodu położonego na Pasiece. Po powstaniu w XIII w. na miejscu grodu murowanego zamku Piastów opolskich, Ostrówek nie został włączony do dóbr zamkowych. Należał do miasta, tworząc jedno z czterech przedmieść lokacyjnego Opola. Przez Ostrówek z kierunku zachodniego prowadziła droga do miasta przez Bramę Odrzańską, zwaną też Wrocławską lub Nyską. Przedmieście wykorzystywano również jako punkt przeładunkowy w transporcie lądowym i rzecznym. Miasto urządziło tu swój skład towarów (m.in. żelaza i miedzi), za korzystanie z którego pobierało opłaty. Z powodu ograniczenia przestrzennego teren Ostrówka charakteryzował się niewielką zabudową. W końcu XVI i początkach XVII w. było to 10–11 domów.

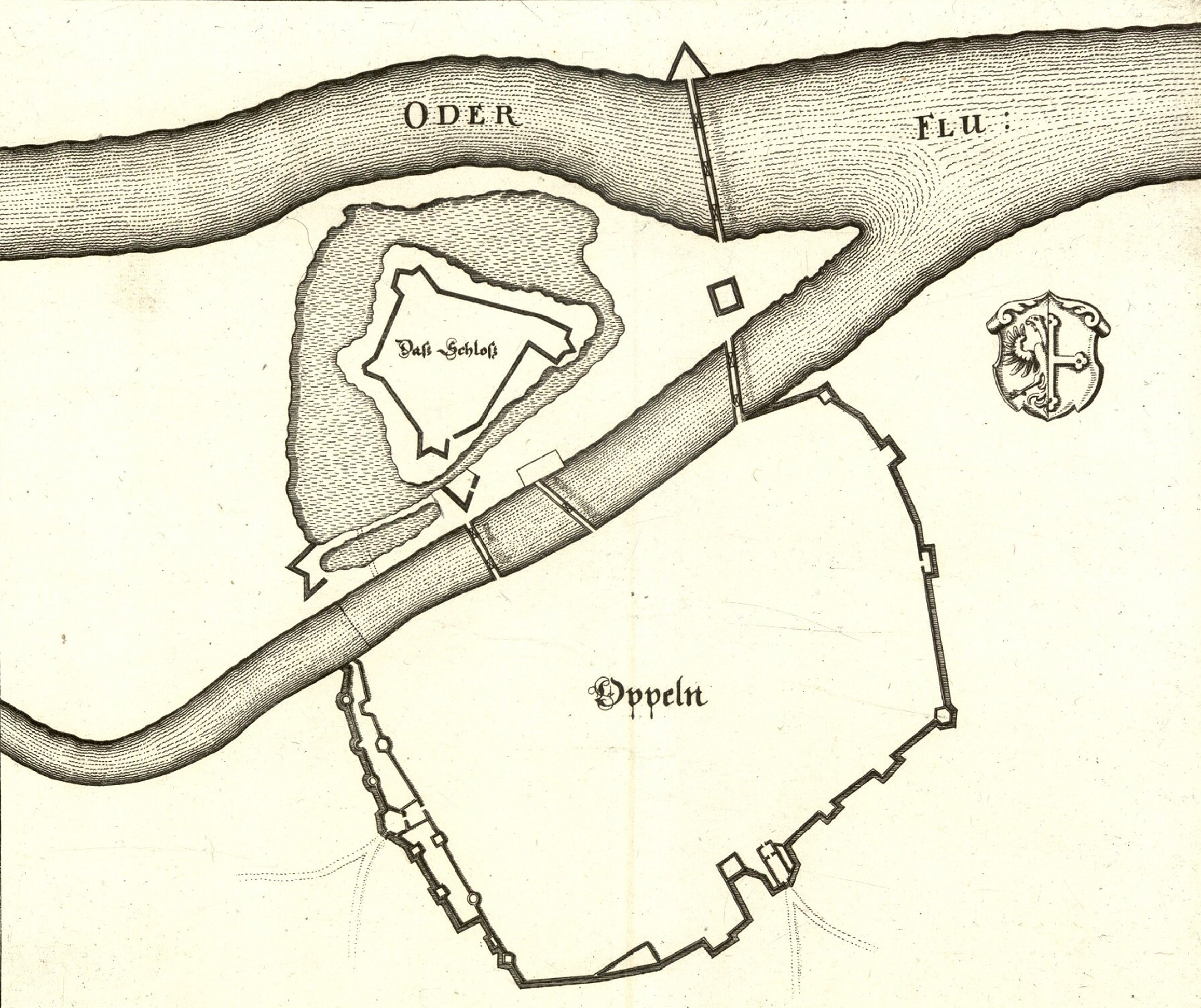
Zarys umocnień Opola z 1 połowy XVII wieku z przeprawami mostowymi na Ostrówku.

W okresie wojny 30-letniej na przedmieściu wzniesione zostało niewielkie czworoboczne umocnienie, mające chronić przeprawę przez Młynówkę (podobne w funkcji dzieło powstało na przedmieściu Odrzańskim, na lewym brzegu Odry). Mimo zastoju ekonomicznego miasta w XVII–XVIII w. Ostrówek nadal funkcjonował jako osiedle podmiejskie z niewielką zabudową. Odrębną jednostką administracyjną i gospodarczą pozostawała pozostała część wyspy Pasieki. Na planie Daniela Petzolda z 1734 r. zaznaczony został należący do miasta skład towarowy oraz zabudowania zagrodników. Naniesiona została też linia graniczna oddzielająca teren należący do miasta od terenu zamkowego. W połowie XVIII w. obok drogi łączącej mosty na Odrze, teren Ostrówka zajmowało malutkie osiedle podmiejskie (13 domów, 106 mieszkańców). Znajdował się tam również miejski magazyn soli.
Według spisu z 1816 r. zabudowany był jedynie przez 8 domów mieszkalnych. Najstarszy zachowany plan tej części miasta, położonej wówczas pomiędzy Mostem Odrzańskim i Mostem Zamkowym, pochodzi z 1832 r. W latach 1823–1824 został zbudowany nowy most, łączący Opole z Ostrówkiem od strony dzisiejszej ulicy Katedralnej, a w latach 1840–1842 r. przedłużony na Zaodrze jako tzw. Most Stulecia.
W drugiej połowie XIX w. dzięki ogólnemu rozwojowi miasta zagęściła się również zabudowa Ostrówka. W 1886 r. wybudowano na Młynówce małą śluzę miejską. Od 1890 r. przy ul. Ostrówek 3, a potem 5 (do 1905 r.), mieściła się redakcja i drukarnia "Gazety Opolskiej", pierwszej całkowicie polskiej gazety w Opolu, założonej przez Bronisława Koraszewskiego. Pod tym samym adresem funkcjonowała polska księgarnia katolicka prowadzona przez Marcelego Kozłowskiego. Nieopodal, przy ul. Piastowskiej 9, znajdowała się, powstała z inicjatywy Koraszewskiego w 1897 r., polska instytucja kredytowa – Bank Ludowy (działający do 1939 r.).
Po 1948 r., w trakcie prowadzonej przez polskich archeologów eksploracji położonego na wyspie Pasieka przedlokacyjnego grodu Opola, przypisano mu nieścisłą topograficznie nazwę Ostrówek. Nazwa ta rozciągnięta także na jedyną pozostałość po zamku, tj. Wieżę Piastowską, w następnych latach upowszechniła się. Obecnie Ostrówek należy do dzielnicy Opola Stare Miasto.